# التكتاكة
التكتاكة هي بلدة ريفية موريتانية تقع في مقاطعة ولد ينج في منطقة كيدي ماغا الواقعة في جنوب موريتانيا.

## الموقع
تقع بلدة التكتاكة في وسط مقاطعة ولد ينج جنوب منطقة كيدي ماغا الواقعة في جنوب موريتانيا، وتبلغ مساحتها 516 كيلومتر مربع، ويحدها من جهة الشمال بلدية لحرج، ويحدها من جهة الغرب بلدية دافور، ويحدها من جهة الشرق بلدية لعوينات وبلدية ولد ينج، بينما يحدها من جهة الحنوب بلدية بولي.

## السكان
شهدت بلدة التكتاكة نموًّا سكانيًّا ملحوظًا خلال القرن الحادي والعشرين، حيث ارتفع عدد سكان البلدة من 5649 نسمة في عام 2000، إلى 8478 نسمة في عام 2013 بمُعدل نمو سنوي بلغ 3.3٪ على مدى 13 عامًا.

## التاريخ
تأسست بلدة التكتاكة بموجبمحمد ولد المامي المرسوم الصادر في 20 أكتوبر عام 1987 بشأن تأسيس البلديات الموريتانية. ويشغل محمد ولد المامي منصب عمدة بلدية التكتاكة في الوقت الحالي.

## الاقتصاد
تُشكل الزراعة النشاط الاقتصادي الرئيسي لسكان بلدة التكتاكة مثلهم في ذلك مثل سكان جميع البلدات الموريتانية الموجودة في المنطقة تقريبًا. ومع ذلك فلا يزال اقتصاد البلدة متواضعًا وهش بسبب ما يواجهه من عقبات تُعرقل محاولات تنميته، ولا سيما الظروف المناخية أو قلة الإمكانيات المتوفرة للمزارعين. وفي سبيل للتغلب على هذه المعوقات، قامت الحكومة الموريتانية بالتعاون مع المنظمات غير الحكومية المختلفة لتمويل عدد من المشاريع التي تُساعد على تحسين الظروف المعيشية لسكان البلدة.